# Ачех-Джая
Ачех-Джая (индон. Aceh Jaya) — округ в провинции Ачех. Административный центр — город Чаланг.

## История
Округ был образован 22 июля 2002 года путём выделения из округа Западный Ачех.
В результате цунами, пришедшего в 2004 году после землетрясения в Индийском океане, была разрушена столица округа, и правительство Индонезии приняло решение, что восстановленный город будет размещаться дальше от побережья.

## Население
Согласно переписи 2008 года, на территории округа проживало 74 532 человека.

## Экономика
Экономика округа основана на сельском хозяйстве и производстве пальмового масла.

## Административное деление
Округ Ачех-Джая делится на следующие районы:
- Джая
- Круэнг-Сабээ
- Панга
- Сампойниэт
- Сетиа-Бакти
- Теуном